# Yoko Tsuno
Yoko Tsuno es una serie de historieta del belga Roger Leloup publicada originariamente en la revista Spirou a partir de 1970.

## Argumento y personajes
La serie narra la aventuras del personaje homónimo, una ingeniera eléctrica de origen japonés, junto a sus amigos Vic y Pol. Estas les llevan a Alemania, Escocia, Japón, Hong Kong, Indonesia y hasta el espacio, mostrando «toques de ciencia ficción», como dragones-robot (Le Dragon de Hong Kong), animación suspendida (La Frontière de la vie), viaje en el tiempo (La Spirale du temps) y extraterrestres como los vineanos. Su estilo es, en cambio, el típico de la línea clara con su dibujo realista del entorno y sus temas se centran en el amor y la espiritualidad.

## Trayectoria editorial
A partir de 1972 la serie empezó a ser recopilada en álbumes: 
1. El trío de lo extraño (Le Trio de l'étrange), 1972 ISBN 2-8001-0666-2
2. El órgano del Diablo (L'Orgue du Diable), 1973 ISBN 2-8001-0667-0
3. La forja de Vulcano (La Forge de Vulcain), 1973 ISBN 2-8001-0668-9
4. Aventuras electrónicas (Aventures électroniques), 1974 ISBN 2-8001-0669-7. Comprende los relatos cortos «Atraco en alta fidelidad» (1970), «El ángel de la Navidad», «La bella y la bestia...», «Rumbo 351», «Miel para Yoko» y «La araña que volaba».
5. Mensaje para la eternidad (Message pour l'éternité), 1975 ISBN 2-8001-0670-0
6. Los tres soles de Vinea (Les Trois soleils de Vinéa), 1976 ISBN 2-8001-0671-9
7. La frontera de la vida (La Frontière de la vie), 1977 ISBN 2-8001-0672-7
8. Los titanes (Les Titans), 1978 ISBN 2-8001-0592-5
9. La hija del viento (La Fille du vent), 1979 ISBN 2-8001-0633-6
10. La luz de Ixo (La Lumière d'Ixo), 1980 ISBN 2-8001-0687-5
11. La espiral del tiempo (La Spirale du temps), 1981 ISBN 2-8001-0744-8
12. La presa y la sombra o El fantasma de Lady Mary (La Proie et l'ombre), 1982 ISBN 2-8001-0908-4
13. Los arcángeles de Vinea (Les Archanges de Vinéa), 1983 ISBN 2-8001-0971-8
14. El fuego de Wotan (Le Feu de Wotan), 1984 ISBN 2-8001-1029-5
15. El cañón de Kra (Le Canon de Kra), 1985 ISBN 2-8001-1092-9
16. El dragón de Hong Kong (Le Dragon de Hong Kong), 1986 ISBN 2-8001-1378-2
17. La mañana del mundo (Le Matin du monde), 1988 ISBN 2-8001-1585-8
18. Los exiliados de Kifa (Les Exilés de Kifa), 1991 ISBN 2-8001-1748-6
19. El oro del Rin (L'Or du Rhin), 1993 ISBN 2-8001-1999-3
20. El astrólogo de Brujas (L'Astrologue de Bruges), 1994 ISBN 2-8001-2101-7
21. La puerta de las almas (La Porte des âmes), 1996 ISBN 2-8001-2340-0
22. El junco celeste (La Jonque céleste), 1998 ISBN 2-8001-2587-X
23. La pagoda de las brumas (La Pagode des brumes), 2001 ISBN 2-8001-2948-4
24. El séptimo código (Le Septième Code), 2005 ISBN 2-8001-3762-2
25. La sirvienta de Lucifer (La Servante de Lucifer), 2009 ISBN 978-2-8001-4775-8
26. El maleficio de la amatista (Le Maléfice de l'améthyste), 2012 ISBN 978-2-8001-4862-5
27. El secreto de Khany (Le Secret de Khâny), 2015 ISBN 978-2-8001-6339-0
28. El Templo de los inmortales (Le Temple des Inmortels), 2017 ISBN 978-2-8001-6953-8
29. Ángeles y halcones (Anges et Faucons), 2019 ISBN 979-10-34738-03-8
30. Los gemelos de Saturno (Les gémeaux de Saturne), 2022, ISBN 979-10-34754-28-1

También se ha publicado en otros países, como España, Argentina, Chile y Perú, en la revista Spirou Ardilla que publicó la historieta El trío de lo extraño. La sucesora de esta revista, Super Spirou Ardilla publicó integra la aventura Mensaje para la eternidad en uno de sus últimos números. Posteriormente apareció en la revista Jana (1983).

## Galería

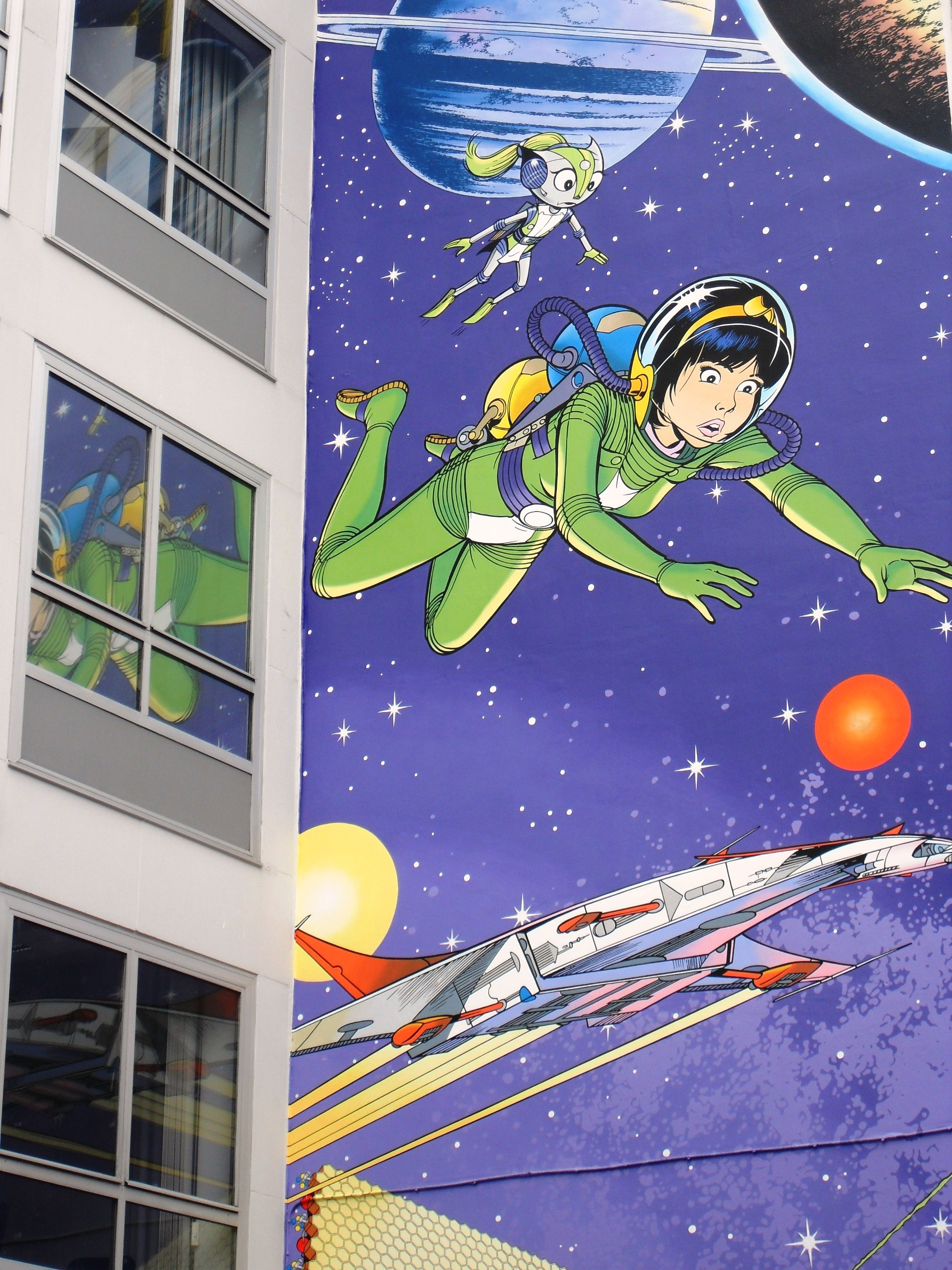
Mural en Bruselas.
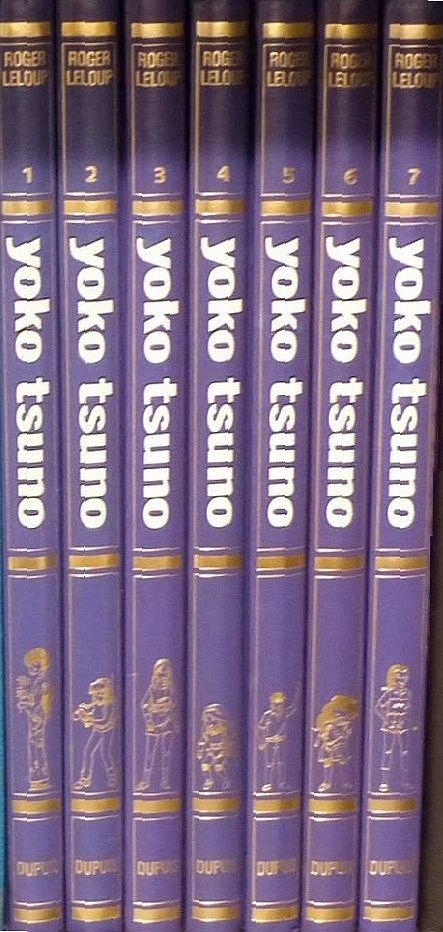
Integral de Dupuis-Rombaldi.
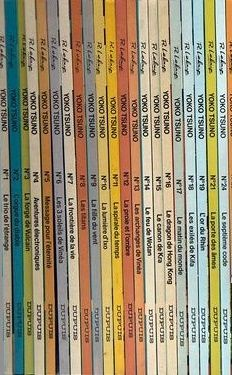
Álbumes del n.º 1 al 19, más el 21 y 24.
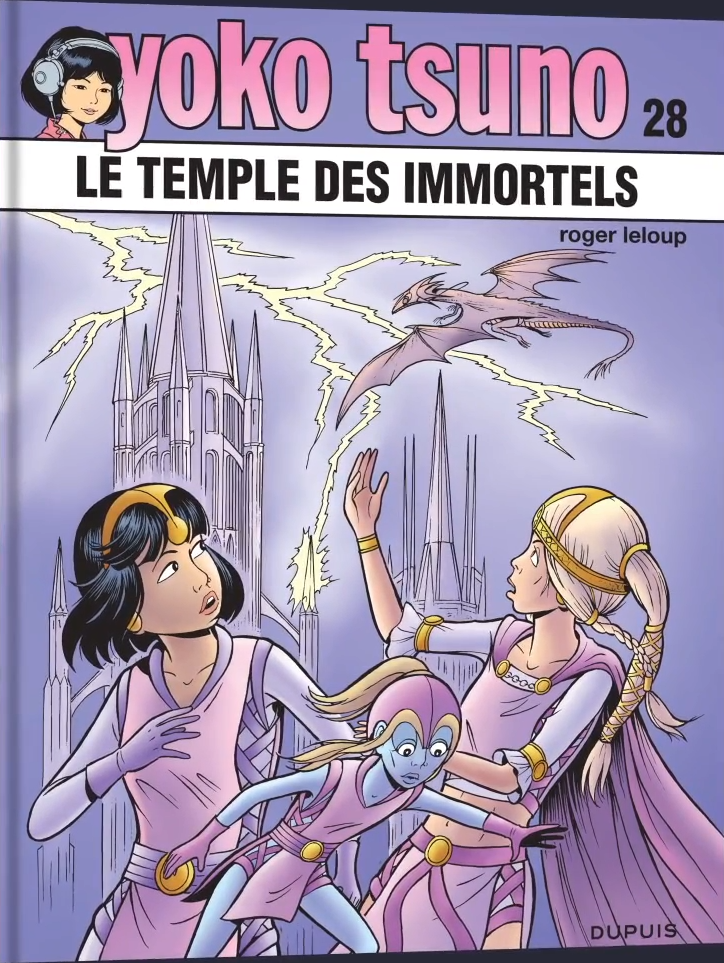
Le Temple des immortels (2017)
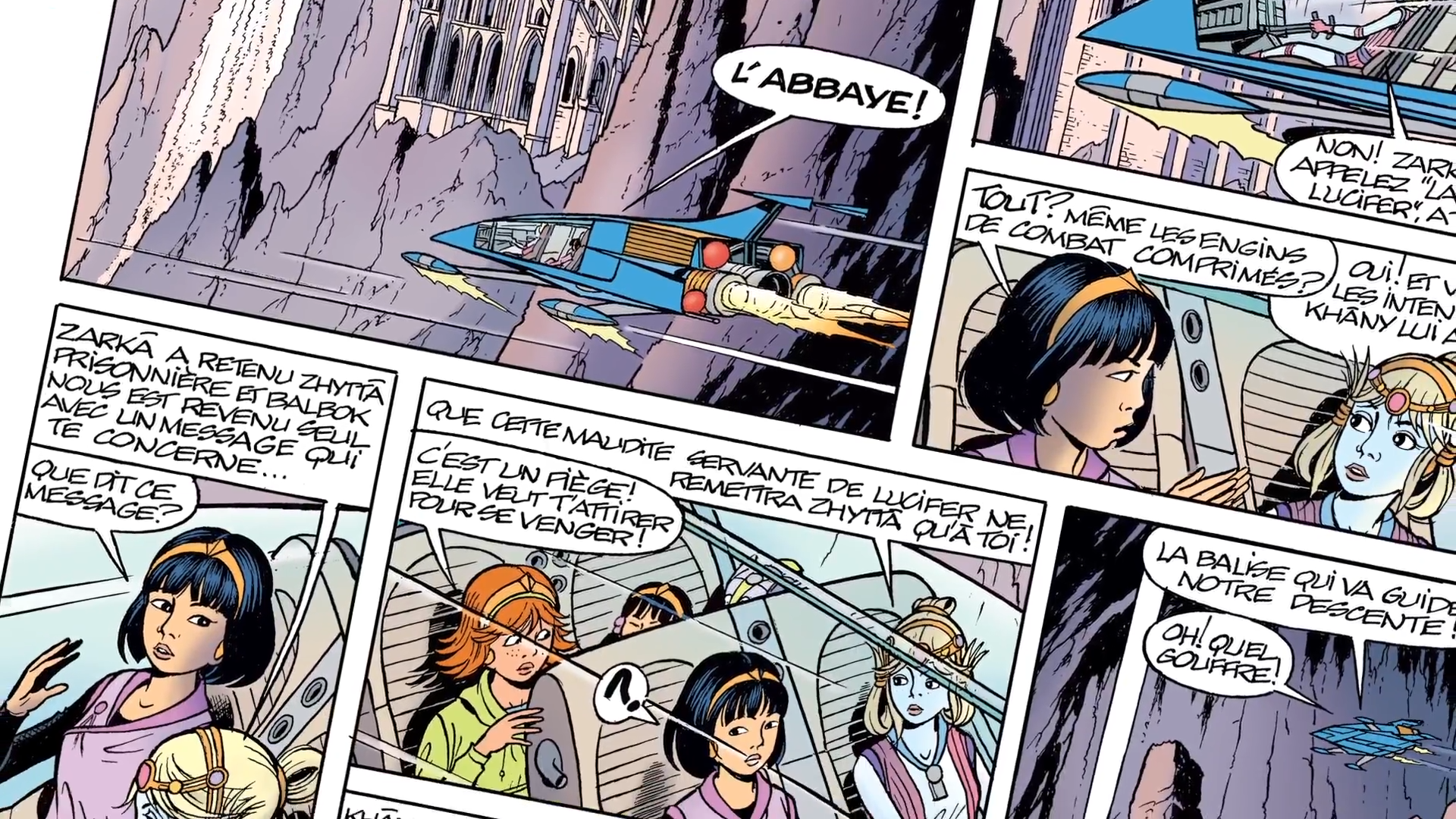
Le Temple des immortels (2017)